# Durango (Biscaye)
Pour les articles homonymes, voir Durango.
Durango (Durangue historiquement en français) est une commune de Biscaye dans la communauté autonome du Pays basque en Espagne.
La ville compte près de 30 000 habitants au sein de la comarque de Durangaldea sur la rivière Ibaizabal. Elle a une économie fortement tournée vers l'industrie, que ce soit la fabrication de machines-outils ou la transformation du fer.

## Toponymie
Julio Caro Baroja a suggéré que le toponyme Durango pourrait dériver du toponyme latin Duranicus, issu lui du nom propre Duranius. Ce nom propre est à l'origine d'autres toponymes basques comme Durana.
À l'origine, Duranicus aurait fait référence à une possession d'un certain Duranius, un ager (domaine médiéval).
Au Moyen Âge, le nom de Durango désignait une région entière et était une entité politique différente de celle de la Biscaye. À partir de 1212, Durango est intégré à la Biscaye comme une de ses mérindades (type de juridiction espagnole), tout en maintenant ses propres institutions.
À une date indéterminée du Moyen Âge (probablement au début du XIIIe siècle), la ville de Tabira de Durango est fondée sur son territoire. Elle sera connue plus tard sous le nom de Villanueva de Durango et ce nom sera maintenu jusqu'au XVIe siècle, lorsque la ville prend le nom de Durango.
En parallèle, le mérindade de Durango prend le nom Durangaldea, nom de la comarque actuelle.

## Géographie
Avec une surface de 10,79 km2, Durango occupe un espace ouvert sur la rive gauche de la rivière Ibaizabal.

### Relief et géologie
Vers le sud, un petit anticlinal, comprimé et fracturé, avec des couches presque verticales, a donné naissance à une ligne de crêtes qui continue vers l'est par les sommets connus comme les monts du durangualdea (Alluitz, Anboto, Mugarra).
Sur le territoire de la commune se détachent le mont de Mugarra (960 mètres) et le mont Neberondo (453 mètres), qui forment un petit massif calcaire avec de nombreuses formations de type karstique.

### Hydographie
La rivière Ibaizabal reçoit les eaux de la rivière Mañaria et du ruisseau Larrinagatxu.

### Quartiers
Les quartiers de Durango sont : Arriputzueta, San Fausto, Aramotz et Errotaritxuena.

## Économie

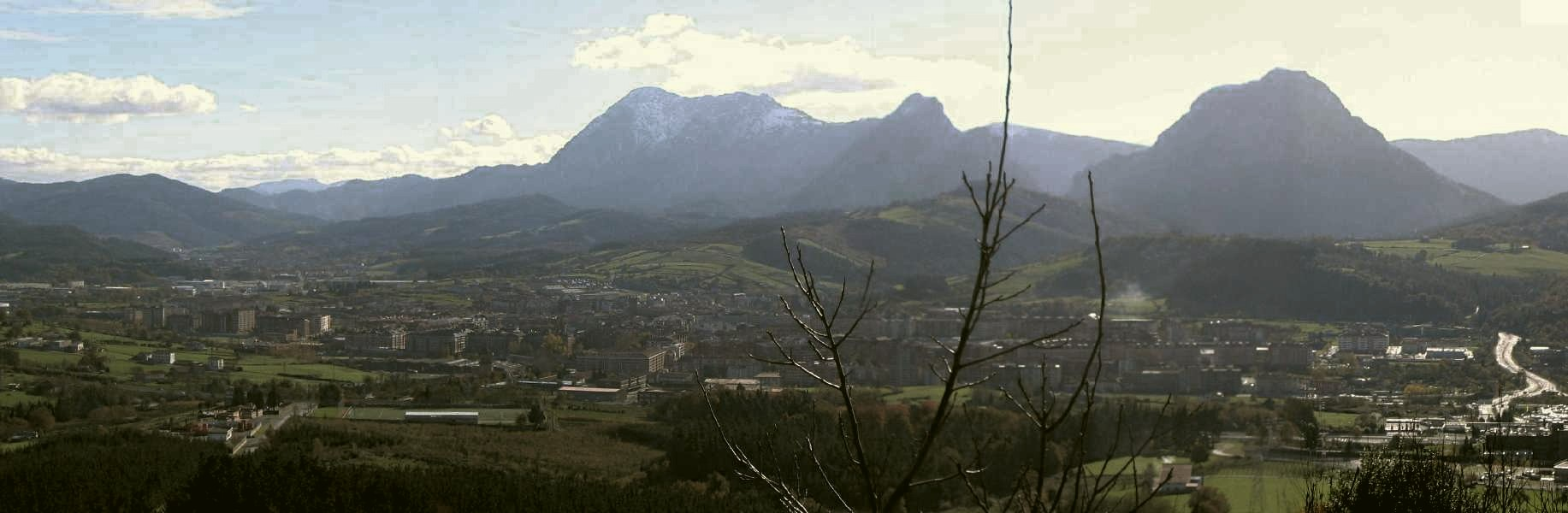
Vue générale de Durango

L'économie de Durango est basée sur le secteur secondaire et est pleinement industrielle. Elle maintient encore un certain niveau d'activité dans le secteur primaire avec quelques petites exploitations familiales. Le secteur des services a eu une grande avance à la fin du XXe siècle et débuts du XXIe siècle.

### Secteur primaire
Il est centré dans les quartiers ruraux, peu nombreux de par la faible taille de l'aire municipale. On y maintient une activité familiale de produits destinés à la propre consommation ou à la vente sur les marchés de la comarque. Il est normal que cette activité s'effectue comme activité secondaire car la principale est le travail dans l'industrie bien située dans la commune elle-même ou dans les communes voisines.

### Secteur secondaire
Un grand développement occupe la majorité de la population active et constitue la principale source de richesse de la ville. La tradition du travail du fer remonte au temps des forges. Ses industries, centrées sur la transformation du métal et plus particulièrement sur la fonderie abandonnent les petites parcelles de terrains urbains pour être se localiser dans les nombreux et nouvelles zones industriels des communes de la comarque. À noter des entreprises du secteur de machine-outils comme Ona Electroerosión, de la quincaillerie, comme Ferretera Vizcaína et le Centre d'Investigación Metalurgica Azterlan.

### Secteur des services
En tant que tête de comarque, Durango centralise les services administratifs, sanitaires et d'enseignement secondaire, baccalauréat et formation professionnelle.
Parmi les écoles de Formation Professionnelle importante, il y a celle de San José, fondée par les Frères maristes en 1904.
Le commerce est développé mais l'influence de la capitale de la province, Bilbao, distante de 30 km, fait que le commerce n'a pas l'essor qu'aurait celui-ci dans une autre ville de rang.

## Langue

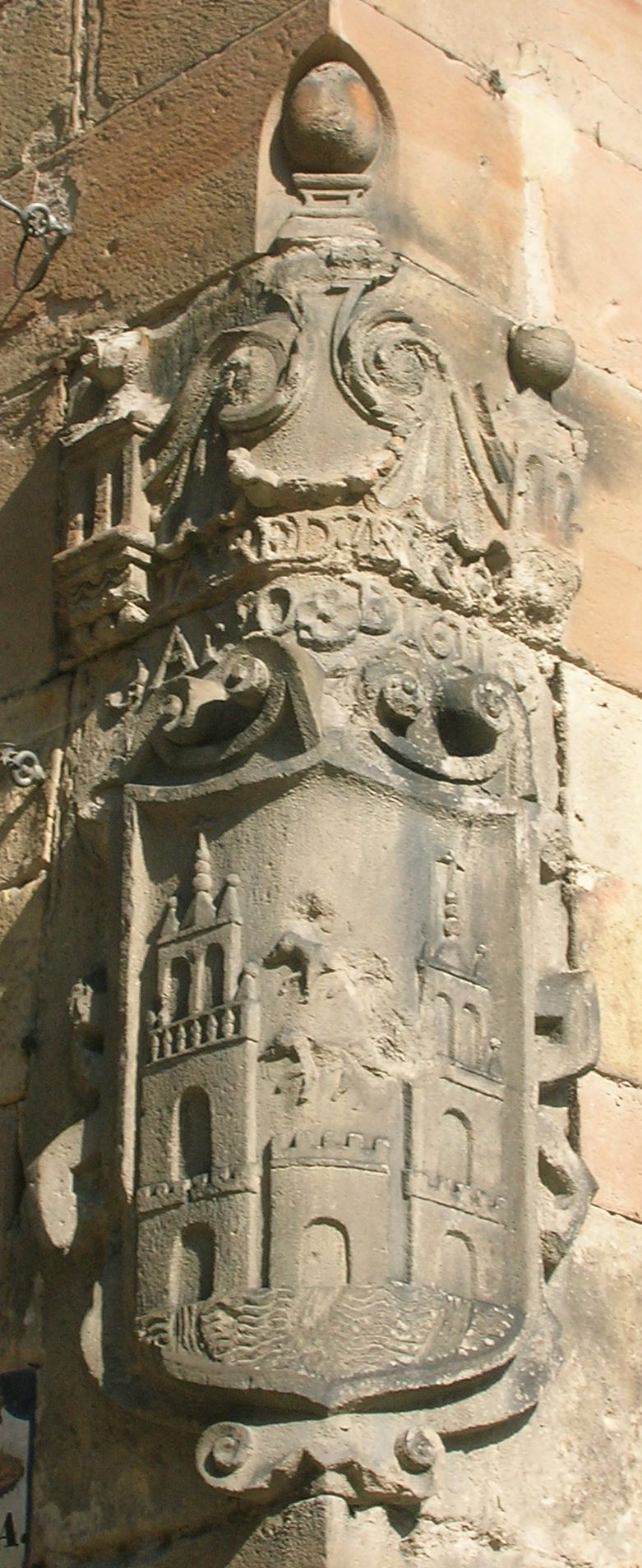
Armoiries de la ville

À Durango, outre l'espagnol (ou castillan), on parle le dialecte biscayen (bizkaiera) du basque avec la caractéristique propre à la comarque. En 1869, Louis-Lucien Bonaparte, a classé cette localité dans le sous dialecte occidental et la variété de Gernika.

### Comparatif
1996
- Total : 22 821
- Bascophones : 7 218
- Bilingues d'origine : 949
- Neo-bascophones : 1 930
- Neo-bascophones partiels : 2 922
- Partiellement hispanisés : 905
- Totalement hispanisés : 248
- Hispanophones : 8 649

2001
- Total : 23 600
- Bascophones : 6 604
- Bilingues d'origine : 1 321
- Neo-bascophones : 3 856
- Neo-bascophones partiels : 959
- Partiellement hispanophones : 226
- Totalement hispanophones : 8 649
- Hispanophones : 7 877

## Histoire

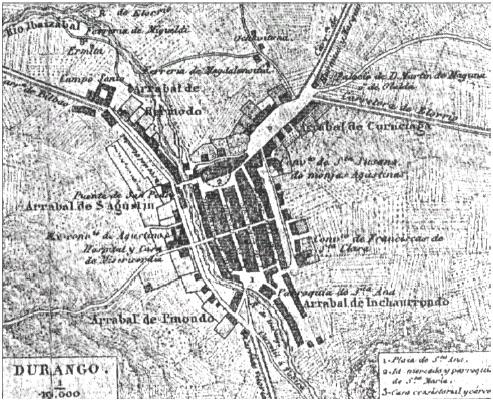
Carte de Durango en 1857

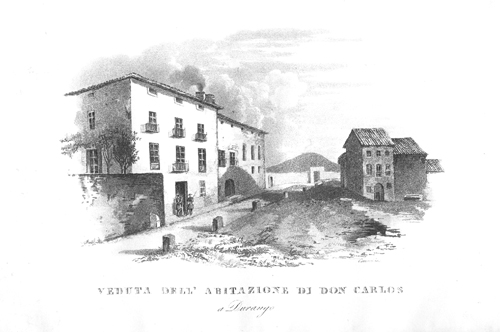
Maison de don Carlos à Durango en 1837 (dessin de Isodoro Magués)

La ville appelée Tabira de Durango et postérieurement Villanueva de Durango et actuellement Durango, ne dispose pas de Carta Puebla (chartae populationis en latin) comme les autres villes basques, mais les historiens situent généralement la date de sa fondation au début du XIIIe siècle, avec une confirmation du for en 1372 par l'infant don Juan[Lequel ?].
Le noyau urbain original se trouve entre les églises de Santa María Uribarri et de Santa Ana, dont la structure a été conservée. Durango, comme une partie de la mérindade du Durangaldea a fait partie du Royaume de Navarre jusqu'à ce qu'en 1200 elle soit incorporée, définitivement au Royaume de Castille et douze années plus tard, cédée, en compensation pour les services rendus dans la Bataille de Las Navas de Tolosa, au Seigneur de Biscaye, Diego López II de Haro.
Les guerres de bandes ont eu, pendant le Moyen Âge, une présence active dans la ville. Les différentes maisons nobles qui dominaient la mérindade se sont inclinées, quelques-unes du côté gamboíno et d'autres du côté oñacien.
La ville n'est jamais arrivée à faire partie de la mérindade de Durango puisque celle-ci était composée des elizates, c'est-à-dire par les voisins protégés par la juridiction de la Lur Laua de Biscaye. La ville avait sa représentation dans les Juntes de Guernica.
Un des faits les plus connus de son histoire est celui qu'on nomme Herejes de Durango (es) (Hérésie), qui a eu lieu entre 1442 et 1444, et a été initié par le moine franciscain frère Alonso de Mella (eu), obtenant la promulgation de la Communauté des biens et des femmes. Plus de cent de leurs partisans ont été condamnées à mort et ont été brûlés publiquement dans la rue Kurutziaga. Il a été érigé une croix du même nom comme monument expiatoire de l'hérésie.
Le développement économique de la ville de Durango était basé sur le commerce et l'industrie. Le commerce a été développé car la commune se trouvait sur un point important, dans une des routes qui unissaient la Castille avec les ports de la côte, tandis que l'industrie se basait sur la production des fonderies et des forges.
Pendant la Première Guerre carliste, Durango a été du côté de Charles de Bourbon. Pendant cette guerre, ce qu'on a appelé le Decreto de Durango (Décret de Durango) a été célèbre, celui par lequel on ordonnait de fusiller les combattants étrangers rendus ou emprisonnés par les troupes carlistes, en désobéissant à la Lord Eliot Convention (en). Il a été aussi occupé par les carlistes pendant la deuxième Guerre carliste.

### La guerre civile à Durango
Au XXe siècle, après les élections de février 1936, les requetés de Durango font déjà des pratiques de guérilla en Urkiola et on prépare pour le coup d'État du 18 juillet. Une fois exécuté le coup militaire, le groupe de traditionalistes duranguais, voyant que les forces de la Guardia Civil  ne viennent pas grossir les rangs du soulèvement de l'armée, décident de passer au territoire contrôlé par les insurgés. Ils sont arrêtés le 25 juillet. La défense de la République est organisée par les partis et les syndicats de gauche qui forment le Comité de Défense à Durango. Le PNB est indécis jusqu'au 26. On arrête des partisans du soulèvement et on occupe le collège de Jésuites et les couvents de Santa Susana et San Antonio pour y établir divers services de guerre.
Le 25 septembre 1936 Durango est bombardé, produisant douze morts et un déchaînement de représailles d'exécution de vingt-deux détenus pour affinité avec les attaquants. Le front est stabilisé dans les alentours de la comarque pendant tout l'automne et l'hiver 1936-1937. Le 31 mars 1937 Emilio Mola ordonne l'attaque générale dans le but d'éliminer le front nord. Ce même jour on bombarde la ville. L'action est effectuée par les avions du 214e escadrille du groupe 24 de bombardement lourd Savoia 21 et chasseurs du type CR-32.
À 8 h30 du matin, le 31 mars, cinq bombardiers et neuf chasseurs arrivent dans les cieux de Durango en déchargeant 80 bombes de 50 kg. À ce moment avaient lieu des offices religieux dans l'église de Santa María et dans celle du collège des Jésuites. Dans le grand porche de Santa María il y avait aussi le marché. Les bombes détruisent les deux édifices, faisant beaucoup de morts parmi les fidèles ainsi que le couvent de Santa Susana. À 17 h45, huit bombardiers et quinze chasseurs effectuent une nouvelle attaque dans laquelle ils déchargent sur la ville 22 bombes de 100 kg et 54 de 50 kg. La seconde attaque a pour objectif la diagonale qui va depuis le cimetière à la rue Zeharkalea, zone très fréquentée par les gens qui vont à l'identification des victimes du bombardement du matin. Les mitraillages des chasseurs font beaucoup de blessés parmi la population civile. Durango manquait de défense antiaérienne.
Le 2 avril on bombarde à nouveau la ville où se trouvait une commission internationale dont la France et la Grande-Bretagne, étudiant les dommages subis par l'attaque précédente. Le 4 elle est bombardée de nouveau.
On estime qu'on a jeté sur la ville de Durango quelque 281 bombes pour un total de 14 840 kg d'explosifs. Les victimes ont été au nombre de 336, on a détruit 71 bâtiments et 234 autres ont été touchés, dont plusieurs églises et couvents.
Le 27 avril on a combattu aux portes de la ville, par son côté est. Les attaques sont formées par des bataillons de requetés et se sont étendues sur la partie nord, afin d'isoler la population. Les troupes de défense se sont retirées vers Bilbao et essayent de mettre en place une ligne de feu dans le quartier de Berna, aux alentours d'Iurreta. Il reste à Durango quelques miliciens embusqués dans les bâtiments qui font face aux traditionalistes du Tercio de Montejurra qui prennent la ville le 28 avril.
Le 29 juillet la nouvelle mairie est constituée en nommant comme maire Adolfo Uribasterra qui remplace Ramón Oralde qui avait exercé ces fonctions depuis l'entrée des insurgés contre la légitimité républicaine dans la population.

### Depuis l'après guerre
Après la période d'après-guerre le Durangaldea, avec Durango comme capitale régionale, s'ajoute l'industrialisation du pays. De l'ancienne tradition ferronnière et textile, on construit une infrastructure industrielle significative. L'émigration de quelques industries eibarraises qui sont installées dans la vallée de l'Ibaizabal, ainsi que la création de nouvelles entreprises transforment Durango en une ville éminemment industrielle, en soulignant les secteurs des machines-outils et de l'automobile, avec des entreprises avancées en recherche et développement.
Le développement de la ville commence à la fin des années 1970 et prend un grand élan à la fin du XXe siècle, atteignant une population de 28 000 habitants, en déduisant ceux appartenant à l'Iurreta désannexée, et occupant pratiquement, tout le terrain constructible dont dispose la commune.

## Patrimoine

### Patrimoine civil
- Tour de Lariz : Très réformée et détériorée (en restauration depuis 2007). Sur sa façade on peut noter une série de Barbacanes taillées (pour soutenir un balcon ou une projection) et des fenêtres ogivales. En 1483 a découché Isabelle la Catholique quand les fors de Biscaye et de la mérindade de Durango ont juré.
- Arc de Sainte Ana : C'est la seule porte qui reste des anciennes murailles. Il a été construit en 1566 et a été restauré en 1744. Il est de style baroque. Il montre le blason impérial sur une face, et une niche où se trouve une Vierge.
- Palais des Zabala : La maison de résidence de Bruno Mauricio de Zabala, fondateur de Montevideo.
- Palais d'Etxezarreta : Château où se trouve le musée d'histoire.
- Maison consistorial : Style classique et influence napolitaine, à noter leurs façades totalement peintes de fresques avec des histoires, réalisées en 1772. Elle a un certain air napolitain, des artistes de Carlos III. Elles ont été restaurées dans la seconde moitié du XXe siècle en récupérant les peintures qui avaient souffert lors du bombardement de 1937.
- Palais Garai : De style éclectique, actuelle bibliothèque municipale française, ainsi que le Palacio Cuadra, tous les deux dans le quartier de Kurutziaga.
- Le Monument en mémoire des victimes du franquisme en raison de leur orientation sexuelle, œuvre de Koldobika Jauregi.

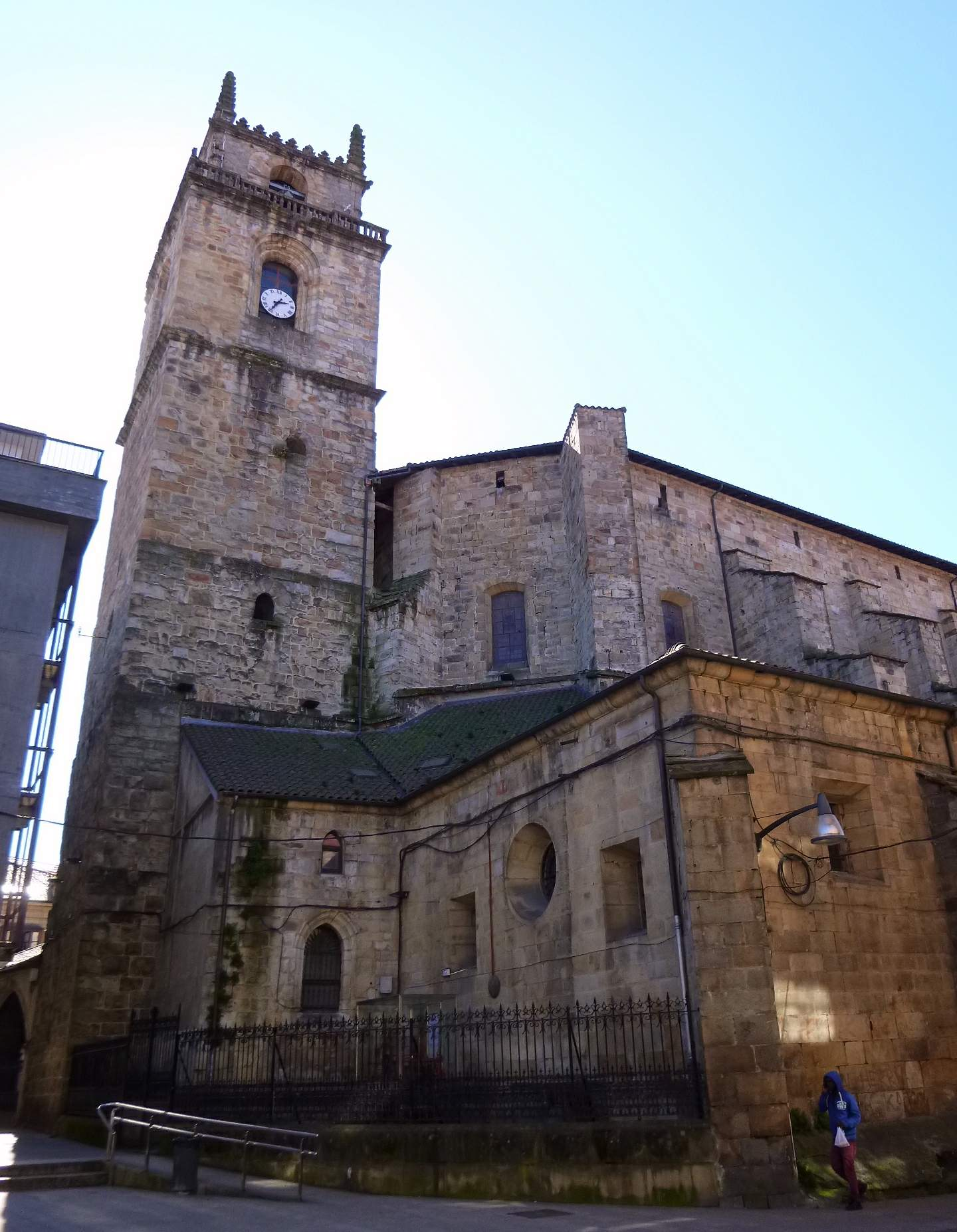
Basilique Sainte-Marie d'Uribarri.

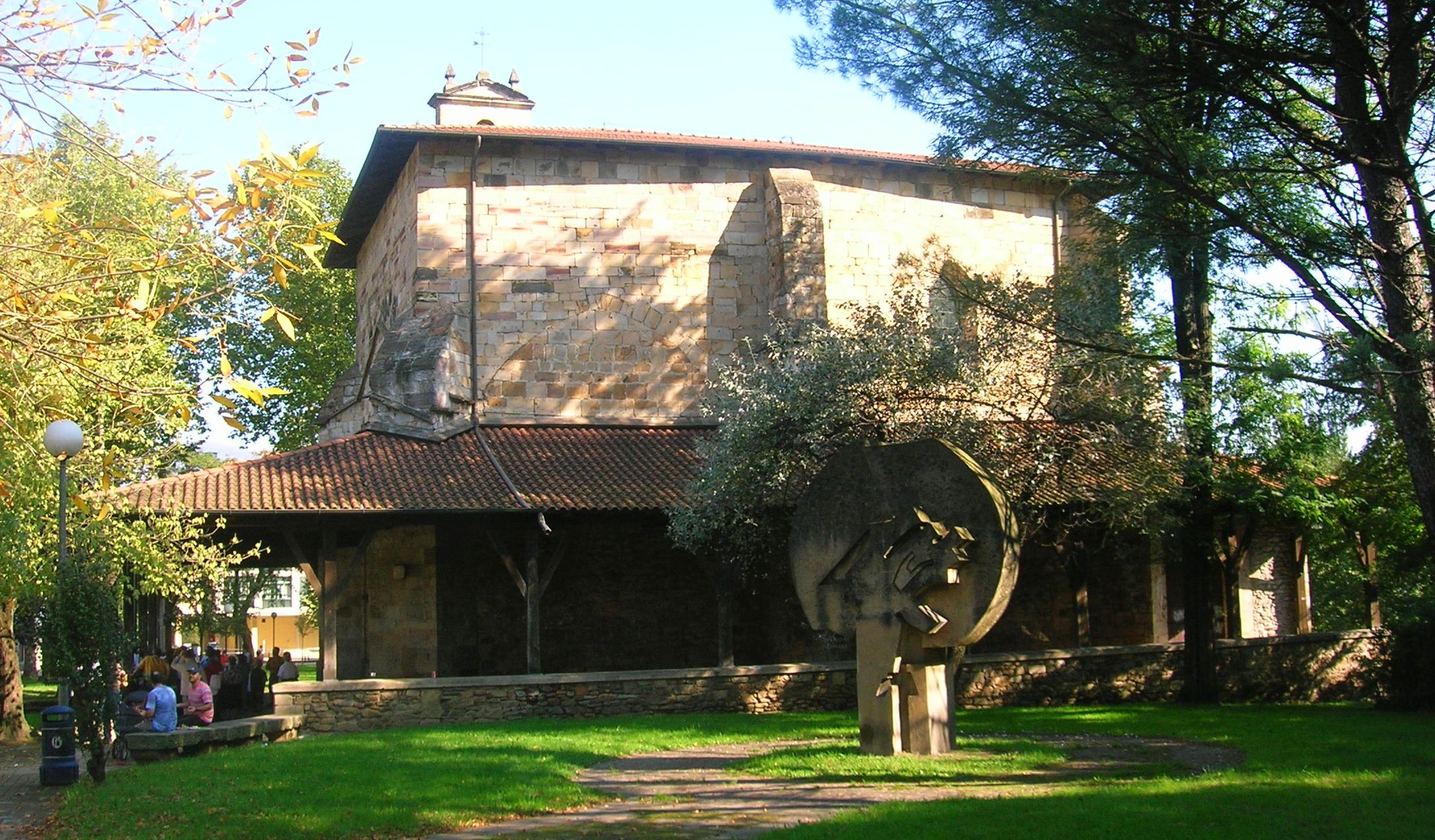
San Pedro de Tabira.

### Patrimoine religieux
- Sainte María Uribarri ou d'Uribarriko Andra Maria en basque. La basilique Sainte-Marie d'Uribarri (es) a été construite adossée à la tour d'Arandoño qui a été utilisée comme clocher. Début du XIVe siècle et est fondamentalement de style gothique auquel se superposent des éléments Renaissance. Ses retables et autres éléments ont été restaurés durant les dernières années. Son immense porche avec couverture de bois qui est la plus grande du Pays basque et sert de marché pour diverses activités s'effectuant à l'abri.
- Paroisse de Santa Ana, d'architecture herreriane (cf. Herrerian style (en))[4] et avec trois nefs a été construite au XVe siècle. Il a subi des réformes très profondes entre les années 1720 et suivantes.
- Église de San Pedro de Tabira, a la réputation d'être la plus ancienne du territoire historique, est rectangulaire et a des éléments romans et gothiques. Le premier noyau de population de Durango a été établi autour de l'ermitage de San Pedro de Tabira. Il s'agit d'un temple très cher pour les duranguais, qui a été reconstruit au XVIe siècle.

### Carnaval

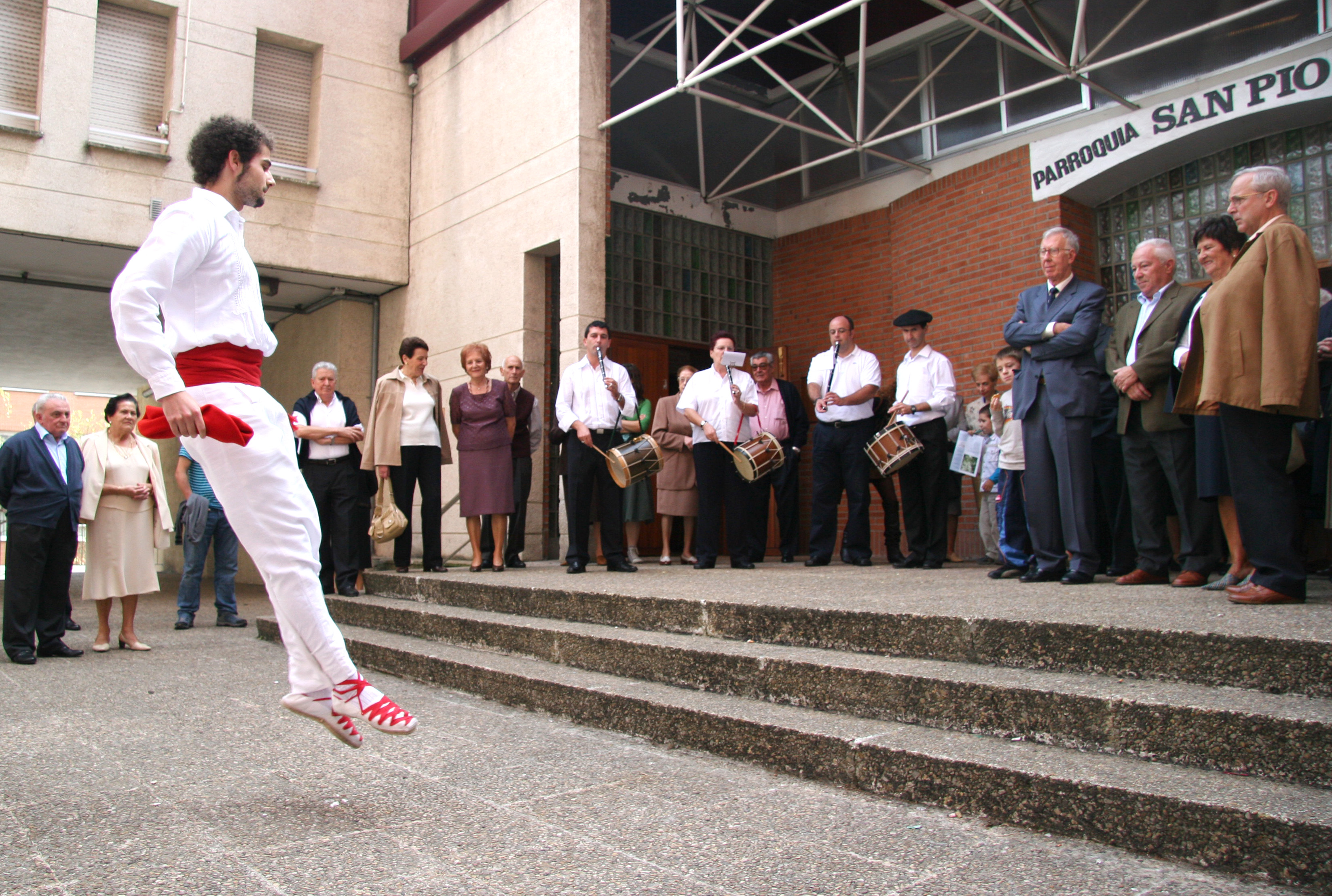
Un dantzari dansant un aurresku, avec les txistulariak et tambourins au fond, devant la paroisse de San Pío.

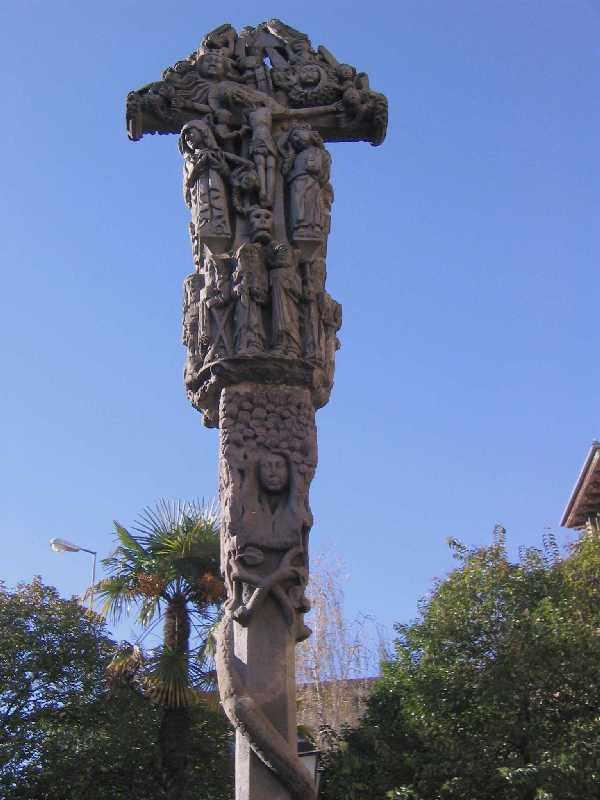
Croix de Kurutzeaga.

Le carnaval à Durango est arrivé à avoir beaucoup d'importance qu'il a perdue après la dictature franquiste. Les carnavals commençaient à la ville le dimanche précédent le carnaval. Ce jour, connu avec le nom de basokoipetsu ou txitxiburduntxi, on accueillait généralement les amis ou la famille pour manger sur la base de chorizo et d'autres produits de la cochonnaille, rôtis au feu. Cette coutume est toujours maintenue dans les programmes scolaires.
Les jours de carnaval ont leur dénomination propre, à Durango ils sont appelés eguenzuri (jeudi blanc ou jeudi gras), bariku argi (vendredi lumineux), zapatu erregular (samedi régulier), domeka karnabal (dimanche de carnaval), astelen karnabal (lundi de carnaval) et martitzen karnabal (mardis de carnaval).
L' eguenzuri était publié, ou on lisait le décret municipal dans lequel on rappelait certaines interdictions et bonnes mœurs qui devaient être respectées pendant les festivités. Après la messe principale, la banda de tambours faisait un Passacaille (pasacalle en espagnol) jouant le zortziko et courait un taureau dans le sokamuturra (celui-ci est attaché par le museau). L'après-midi du jeudi Gras on faisait un pèlerinage auquel allaient toutes les autorités et dans lesquels on effectuait différentes danses, dont l'aurresku (es) et l'arin-arin où prenaient part les habitants déguisés et les autorités. Les plus jeunes parcouraient les rues de la ville en demandant de l'argent ou viandas et en interprétant des vers, appelés vers d'eguenzuri. Les sommes ainsi récoltées servaient à organiser un goûter.
Dimanche de carnaval était le jour de fête suivant le jeudi. Les groupes cherchaient généralement un financement en chantant des vers. Le programme était semblable à celui du jeudi : passacailles, sokamuturra et pèlerinages.
Lundi, qui était aussi une fête, on sortait déguisé en ours, coutume très répandue dans le pays, et on suivait un programme semblable à celui des jours précédents.
Mardi de carnaval c'était le grand jour des festivités. Sortaient généralement dans les cavalcades des jeunes célibataires déguisés. Par exemple les surandis qui portaient des abarkak et pantalons de berger, avec des sonnailles fixées à la ceinture et un masque avec un grand nez. Ils couraient dans la rue en foulant les flaques d'eau pour mouiller le public qui se concentrait sur les chaussées et taper les avec un châle qu'ils portaient comme une corde. Le jour finissait après le pèlerinage et le discours. Une fois terminé le discours le groupe de tambourins commençaient un passacaille de retrait qui parcourait les tavernes en informant les gens de la fin de la festivité. Ces tambourins et autres personnel qui avaient collaboré a la festivité recevaient une gratification, du vin doux et des gâteaux, et l'alguazil (officier municipal) annonçait au moyen de fusées la fin de cette dernière.
Comme dans le cas du début des festivités de carnaval dans lesquelles on avançait dimanche précédent, celui du txitxiburduntxi, dans la fin arrivait la même chose, la festivité était étendue au Mercredi des Cendres où on effectuait l'enterrement de la sardine (Entierro de la Sardina en espagnol),.

### Personnalités liées à la commune

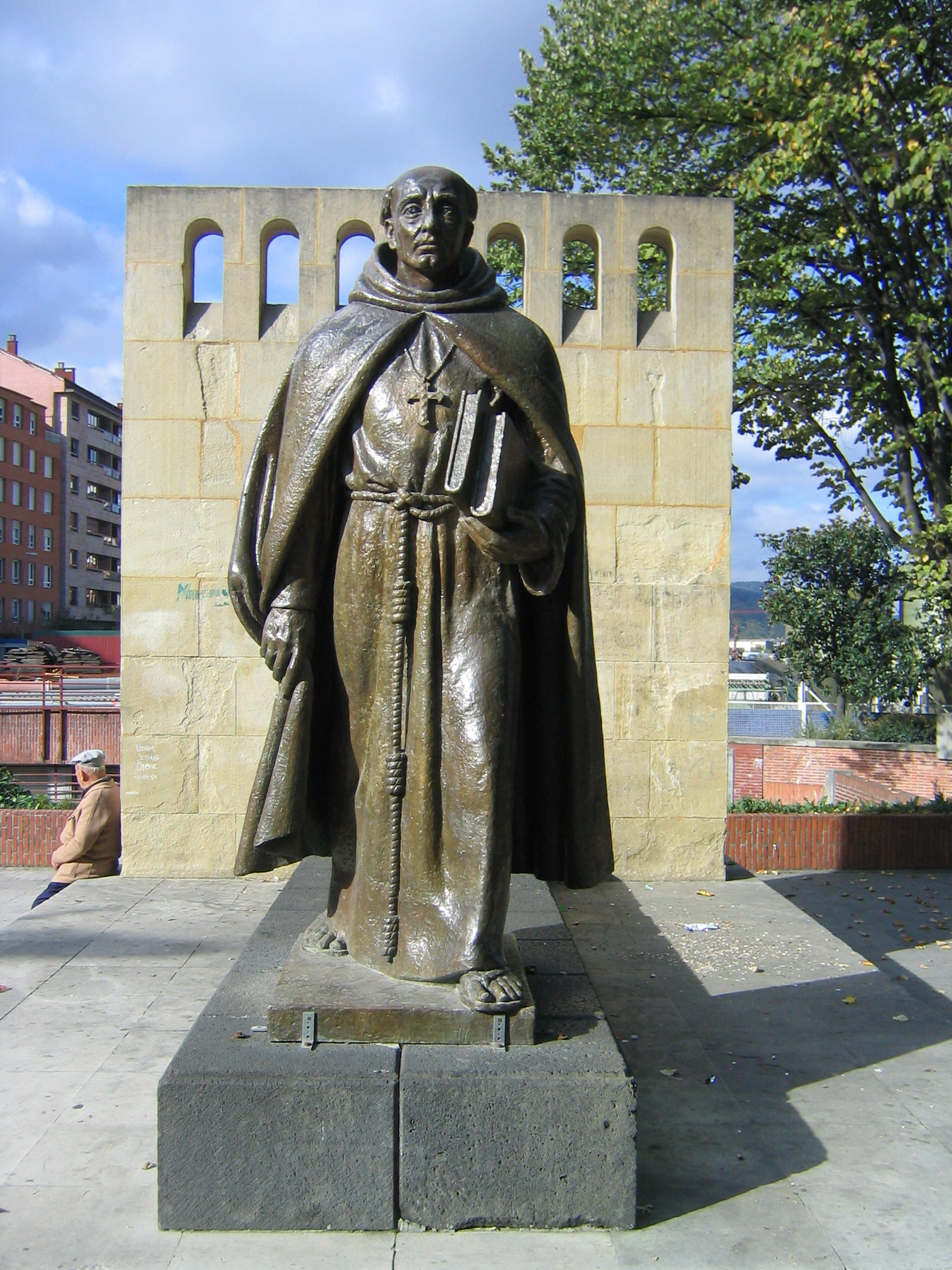
Monument dédié à fray Juan de Zumárraga au parc de Ezkurdi

- Frère Juan de Zumárraga (1468-1548) : premier évêque du Mexique, qui a établi la première presse dans ce pays et a fondé de nombreux collèges et hôpitaux, et dont la statue est érigée dans le parc d'Ezkurdi.
- Martín Ruiz de Gamboa de Berriz (1533-1590) : conquistador et Gouverneur du Royaume du Chili.
- Bruno Mauricio de Zabala (1682-1736) : gouverneur de Buenos Aires et fondateur en 1726 de la ville de Montevideo, capitale de l'Uruguay. Sa maison solaire est située très près du musée de la ville.
- Tomás Meabe (1879-1915) : fondateur en 1903 des Juventudes Socialistas de España[7],[8](JSE)- Jeunesse Socialiste d'Espagne-, organisation des jeunes du PSOE.
- Benita Uribarrena (1922-2011), résistante républicaine espagnole, engagée dans la résistance française.
- Eneko Arieta-Araunabeña (1933-2004) : connu comme Arieta I, Eneko a été un joueur de football qui a été un des plus grands buteurs de l'histoire de l'Athletic Club, où il était considéré comme le successeur de Telmo Zarra.
- Antón Arieta (1946-2022) : surnommé Arieta II, il est le frère cadet d'Eneko et est aussi un joueur de football de l'Athletic Club.
- Juan de Herdoiza (es) (Durango 1697) : architecte, auteur du porche de Santa Ana (en 1744)